# Константин Ангел
Константин Ангел (греч. Κωνσταντίνος Άγγελος; приблизительно 1093 — после 1166) — византийский политический деятель и флотоводец, родоначальник Ангелов, правивших недолгое время в Византии, а затем в Эпире и Фессалониках. Возвысился благодаря женитьбе на дочери императора Алексея I Комнина Феодоре. Был приближённым своего племянника Мануила I, командовал флотом в войне с Сицилийским королевством и потерпел поражение. Внуки Константина Исаак II и Алексей III занимали императорский престол.

## Биография
Константин Ангел родился приблизительно в 1093 году в Филадельфии Лидийской, в семье, принадлежавшей к местной знати. Исследовательница Сюзанна Виттек-де Йонг предположила, что его отцом был патрикий Мануил Ангел, чьи владения близ города Серры в Македонии были подтверждены хрисовулом императора Никифора III (1078—1081). Однако другие ученые считают это маловероятным. Фамилия Ангел может быть связана с ангелами христианской мифологии либо с округом A[n]gel в Верхней Месопотамии.
Братьями Константина были Николай, Михаил и Иоанн. Источники сообщают, что Константин отличался храбростью и красотой, благодаря чему сумел завоевать сердце Феодоры Комнины, четвертой дочери императора Алексея I Комнина и бездетной вдовы Константина Куртикеса. Приблизительно в 1122 году (наверняка после смерти Алексея I) он женился на Феодоре. Её мать, императрица Ирина, по-видимому, не одобряла этот брак. Тем не менее Константин благодаря женитьбе занял высокое положение и получил титул севастогипертата, который обычно жаловали мужьям младших дочерей императора. Он стал одним из первых двух носителей этого титула, и существует вероятность того, что именно для него титул был создан.
О жизни Ангела в правление его шурина Иоанна II источники ничего не сообщают. Сын Иоанна Мануил I (1143—1180) питал к Константину благосклонность и периодически давал ему важные поручения. Так, в 1147 году Ангел участвовал во Влахернском церковном соборе, который низложил патриарха Косму II Аттика, представляя там особу императора (наряду с предполагаемым наследником престола деспотом Белой-Алексеем, кесарем Иоанном Рожером Далассеном и пангиперсебастосом Стефаном Контостефаном). Летом 1149 года он сопровождал Мануила в его походе в Далмацию.
В 1154 году, во время подготовки к войне с Вильгельмом I Сицилийским, император передал своему дяде командование флотом и приказал ему следовать в Монемвасию и ждать там подкреплений. Однако астрологи убедили Константина, что если он нападет на врага, то победит. Поэтому Ангел ослушался приказа и атаковал более сильный сицилийский флот, возвращавшийся из похода против Египта, но был разгромлен. Его брату Николаю удалось спастись с горсткой кораблей, а сам Константин попал в плен и оставался в заключении в Палермо до 1158 года, когда Мануил и Вильгельм подписали мирный договор.
В июне или июле 1166 года Мануил I поручил Константину Ангелу и Василию Трипсиху укрепить границу Византии с Венгрией на среднем Дунае. После этого Ангел не упоминается в источниках.

## Потомки
В браке Константина Ангела и Феодоры Комнины родились:
- Иоанн Дука (приблизительно 1125/27 — приблизительно 1200), носивший с 1186 года титул севастократора (его сын основал Эпирский деспотат)[11];
- Мария Ангелина (приблизительно 1128/30 — ?), жена Константина Камицы, мать мятежника Мануила Камицы[12];
- Алексей Комнин Ангел (приблизительно 1131/32 — ?)[13];
- Андроник Дука Ангел (приблизительно 1133 — до сентября 1185), отец императоров Исаака II и Алексея III[14];
- Евдокия Ангелина (приблизительно 1134 — ?), жена Гоуделиоса Сиканделеса, умершая бездетной[15];
- Зоя (приблизительно 1135 — ?), жена Андроника Синадена[16], мать семи детей, о которых ничего не известно[17];
- Исаак Ангел (приблизительно 1137 — ?), отец узурпатора Константина Ангела Дуки[18].